# Бистриця (Козє)
Бистриця (словен. Bistrica) — поселення в общині Козє, Савинський регіон, Словенія. Висота над рівнем моря: 341,9 м. 